# Oestrus elaphi
Oestrus elaphi är en tvåvingeart som beskrevs av Franz Paula von Schrank 1781. Oestrus elaphi ingår i släktet Oestrus och familjen styngflugor.
Artens utbredningsområde är Österrike. Inga underarter finns listade i Catalogue of Life.